# Ik (přítok Kamy)
Ik nebo Velký Ik (rusky Ик nebo Большой Ик, baškirsky Ыҡ, tatarsky Ык nebo Ык елгасы) je řeka v Baškortostánu a v Tatarstánu v Rusku. Je dlouhá 571 km. Povodí řeky je 18 000 km².

## Průběh toku
Protéká převážně územím Bugulmsko-belebejské vrchoviny. Ústí zleva do Kamy.

### Přítoky
- zprava – Useň
- zleva – Dymka, Mellja, Menzelja

## Vodní režim
Zdrojem vody jsou převážně sněhové srážky. Průměrný roční průtok vody u vesnice Nagajbakovo činí 45,5 m³/s. Zamrzá ve druhé polovině listopadu a rozmrzá v polovině dubna.

## Využití
Vodní doprava je možná do vzdálenosti 100 km od ústí. Na řece leží město Okťabrskij. V povodí řeky se těží ropa.